# Maja Jager
Maja Buskbjerg Jager (* 22. Dezember 1991 in Nørre Broby) ist eine ehemalige dänische Bogenschützin, die mit dem Recurvebogen schießt. 2013 wurde sie Weltmeisterin im Einzel.

## Werdegang
Jager begann im Alter von acht Jahren mit dem Bogenschießen in ihrer Heimatstadt. Ihren ersten internationalen Auftritt hatte sie bei den Weltmeisterschaften 2009 in Südkorea im Alter von 17 Jahren, wo sie nach einem Freilos in der ersten Runde Hanna Marussawa knapp unterlag. Zwei Jahre später konnte sie bei den Weltmeisterschaften 2011 einen 9. Platz erreichen. Mit der Mannschaft erreichte sie das Viertelfinale, womit sich das dänische Team die Teilnahme an den Olympischen Spielen 2012 in London sicherte. Dort schoss Jager in der Platzierungsrunde des Einzelwettbewerbs 642 Ringe, was Platz 35 bedeutete. In der Finalrunde musste sie zunächst gegen Elena Richter antreten, der sie erst im Stechen mit einem Pfeil unterlag. Gemeinsam mit ihren Teamkolleginnen Louise Laursen und Carina Christiansen gewannen die Däninnen ihre erste Runde im Mannschaftswettbewerb 211:210 gegen Indien, ehe man im Viertelfinale den späteren Olympiasiegerinnen aus Südkorea unterlag. Im Anschluss an das olympische Jahr entschied sich Jager dazu nach Goesan in Südkorea zu ziehen und unter Kim Hyung-tak zu trainieren. Dieser gilt als einer der größten Trainergenies des Sports und war mehrfach an olympischen Goldmedaillen beteiligt. Zudem sind die Trainingsbedingungen in Südkorea deutlich besser als in Dänemark.
Ihren größten Erfolg feierte Jager bei den Weltmeisterschaften 2013 in Belek. Nach fünf Siegen krönte sie sich überraschend zur ersten dänischen Einzel-Weltmeisterin im Bogenschießen. Als 49. der Weltrangliste angetreten platzierte sich Jager auf Platz 8 in der Platzierungsrunde. In der K.o.-Phase schaltete sie unter anderem die Doppelolympiasiegerin von London Ki Bo-bae im Stechen aus. Im Halbfinale folgte mit Yun Ok-hee eine weitere Südkoreanerin, die ebenfalls zwei olympische Medaillen vorweisen konnte. Im Finale konnte sie schließlich Xu Jing besiegten, wobei ihre Erfolg erneut erst im Stechen feststand. Gemeinsam mit ihren Mannschaftskameradinnen Anne Marie Laursen und Carina Christiansen gewann sie zudem noch die Bronzemedaille im Team. Im gleichen Jahr wurde sie als erste Bogenschützin zu Dänemarks Sportler des Jahres gewählt. Bei den Europameisterschaften 2014 in Etschmiadsin gewann sie gemeinsam mit Nikolaj Wulff im Mixed die Silbermedaille. Im November 2014 erreichte sie mit Platz drei ihre höchste Platzierung in der Weltrangliste.
Im Sommer 2015 gewann Jager weitere internationale Medaillen. Bei den erstmals ausgetragenen Europaspielen gewann sie im Einzel die Silbermedaille. Nur wenig später erreichte sie bei der Sommer-Universiade einen dritten Platz. Höhepunkt der Saison waren jedoch die Weltmeisterschaften, die in ihrem Heimatland Dänemark ausgetragen wurden und bei denen sie als Titelverteidigerin an den Start ging. Dabei unterlag sie jedoch bereits in der zweiten Runde gegen Karla Hinojosa, die die Platzierungsrunde weit hinter ihr beendet hatte. Die dänische Mannschaft verpasste als 19. gar den Einzug in die Finalrunde der besten 16 Teams.
Das olympische Jahr 2016 verlief für Maja Jager enttäuschend. Nachdem sie die vorzeitige Qualifikation für die Spiele in Rio de Janeiro bei den Weltmeisterschaften 2015 verpasst hatte, konnte sie sich auch beim europäischen Qualifikationsturnier in Nottingham nicht qualifizieren. Beim finalen Qualifikationsturnier unterlag sie jedoch ebenfalls in ihrem ersten Duell gegen ihre Teamkameradin Carina Rosenvinge, wodurch sie endgültig die Qualifikation für die Olympischen Spiele verpasste. Die Weltmeisterschaften 2017 beendete sie nur auf Platz 57.
Zum Jahr 2018 verbesserten sich Jagers Leistungen deutlich. Im Weltcup konnte sie sich bei drei von vier Stationen unter den Top 10 einreihen. Hinzu kam der Gewinn der Silbermedaille bei den Europameisterschaften in Legnica, wo sie Duell für Duell souverän gewann und sie erst im Finale knapp der Türkin Yasemin Anagöz geschlagen geben musste. Im Juni 2019 sicherte sich Jager zunächst durch einen dritten Platz im Qualifikationsturnier die Teilnahme an den Olympischen Spielen 2020, ehe sie nur eine Woche später bei den Europaspielen in Minsk Bronze mit dem Team gewann. Bei den wegen der COVID-19-Pandemie um ein Jahr verschobenen Spielen kam Jager in der Platzierungsrunde auf Platz 25. In der K.o.-Runde musste sie sich in ihrem zweiten Duell gegen Xenija Perowa geschlagen geben.
Nach den Olympischen Spielen beendet Jager im Alter von 29 Jahren nach mehrfachen Teilnahmen an Olympischen Spielen, Welt- und Europameisterschaften ihre Karriere. Sie studiert Bioinformatik und Systembiologie an Dänemarks Technische Universität.

## Auszeichnungen
- Dänemarks Sportler des Jahres 2013